# Monique de Wilt
Monique de Wilt ('s-Hertogenbosch, 31 maart 1976) is een voormalige Nederlandse atlete, die voor het polsstokhoogspringen koos na aanvankelijk aan turnen, zevenkamp en hoogspringen te hebben gedaan. Ze verbeterde 23 maal het Nederlands record polsstokhoogspringen. De Wilt werd veertien keer nationaal kampioene.

## Biografie

### Nationale en internationale successen
Haar eerste succes boekte De Wilt in 1996 met het winnen van een gouden medaille bij het polsstokhoogspringen op de Nederlandse indoorkampioenschappen. Hierna zouden nog diverse nationale in- en outdoormedailles volgen. In 1998 greep ze met een vierde plek op de Europese atletiekkampioenschappen net naast het eremetaal en het podium. Het jaar erop begon ze sterk met het winnen van de titel op de NK indoor. Op de wereldindoorkampioenschappen in het Japanse Maebashi moest ze echter genoegen nemen met een zeventiende plaats.
De Wilt was lid van de Vughtse atletiekvereniging Prins Hendrik, TSV Bayer Leverkusen 04 en Haag Atletiek. In 2003 beëindigde ze haar internationale carrière, hoewel ze daarna wel nog enige wedstrijden op nationaal niveau sprong, voor Prins Hendrik.
Monique de Wilt heeft Industrieel Ontwerpen gestudeerd en is ook in deze branche werkzaam.

### Ontwikkeling persoonlijk record
Monique de Wilt heeft in Nederland het polsstokhoogspringen voor vrouwen op de kaart gezet. Pas vanaf 1995 mochten vrouwen van de IAAF internationaal tegen elkaar strijden en De Wilt heeft vanaf het begin (1996) het Nederlands record in handen gehad. Hieronder haar ontwikkeling in beste jaarprestaties (outdoor en indoor gecombineerd; vanaf 2002 stond De Wilts indoorrecord iets hoger dan het outdoorrecord). Al deze prestaties waren tevens Nederlands record. Outdoor is alleen Irene Timmers even mede-recordhoudster geweest door Monique's 3,40 m van het jaar daarvoor te evenaren. Pas in 2015 verloor ze zowel het indoor- als het outdoorrecord aan Femke Pluim.
| Jaar | Prestatie   | Datum       | Plaats                           |
| ---- | ----------- | ----------- | -------------------------------- |
| 1996 | 3,40        |             |                                  |
| 1997 | 3,95        |             |                                  |
| 1998 | 4,16        | 7 augustus  | Amsterdam (tijdens de Gay Games) |
| 1999 | 4,21        | 11 augustus | Beckum                           |
| 2000 | 4,30        | 31 mei      | Dessau                           |
| 2001 | 4,35        | 13 juni     | Kassel                           |
| 2002 | 4,44 indoor | 17 februari | Birmingham                       |
| 2003 | 4,45 indoor | 15 februari | Gent                             |

## Nederlandse kampioenschappen
| Onderdeel                      | Jaar                                     |
| ------------------------------ | ---------------------------------------- |
| polsstokhoogspringen (outdoor) | 1996, 1997, 1998, 1999, 2000, 2001, 2004 |
| polsstokhoogspringen (indoor)  | 1996, 1997, 1998, 1999, 2001, 2002, 2003 |

## Persoonlijke Records
Outdoor
| Onderdeel            | Prestatie      | Datum           | Plaats  |
| -------------------- | -------------- | --------------- | ------- |
| polsstokhoogspringen | 4,40 m (ex-NR) | 9 augustus 2002 | München |

Indoor
| Onderdeel            | Prestatie      | Datum            | Plaats |
| -------------------- | -------------- | ---------------- | ------ |
| polsstokhoogspringen | 4,45 m (ex-NR) | 15 februari 2003 | Gent   |

## Palmares

### polsstokhoogspringen
- 1996:  NK indoor - 3,00 m
- 1996:  NK - 3,40 m
- 1997:  NK indoor - 3,50 m
- 1997:  NK - 3,70 m
- 1997:  EK U23 - 3,80 m
- 1998:  NK indoor - 4,05 m
- 1998:  NK - 4,05 m
- 1998: 4e EK - 4,15 m
- 1999:  NK indoor - 4,00 m
- 1999: 17e WK indoor - 4,05 m
- 1999:  NK - 4,00 m
- 1999:  Universiade - 4,20 m (NR)
- 2000:  NK - 4,15 m
- 2001:  NK indoor - 4,00 m
- 2001:  NK - 3,95 m
- 2002:  NK indoor - 4,02 m
- 2002:  NK - 4,12 m
- 2002: 6e EK - 4,40 m (NR)
- 2002: 5e Wereldbeker - 4,20 m
- 2003:  NK indoor - 4,45 m (NR)
- 2004:  NK - 4,21 m
- 2005:  NK indoor - 3,85 m
- 2005:  NK - 4,05 m